# Lee Ho
Lee Ho (Seoul, 22 oktober 1984) is een Zuid-Koreaans voetballer.

## Carrière
Lee Ho speelde tussen 2003 en 2010 voor Ulsan Hyundai FC, FC Zenit Saint Petersburg, Seongnam Ilhwa Chunma, Al Ain FC en Omiya Ardija. Hij tekende in 2011 bij Ulsan Hyundai FC.

## Zuid-Koreaans voetbalelftal
Lee Ho debuteerde in 2005 in het Zuid-Koreaans nationaal elftal en speelde 24 interlands.